# Mammal Species of the World

Distribución porcentual según el orden del número de especies vivientes y recientemente extintas de acuerdo a la clasificación de la publicación.

Mammal Species of the World (MSW) (en español: Especies de mamíferos del mundo) es una publicación científica de referencia taxonómica del ámbito de la zoología que proporciona la taxonomía y datos bibliográficos de las especies mundiales conocidas de mamíferos, según el autor. Se publicó en la Universidad Johns Hopkins por la sociedad científica estadounidense American Society of Mammalogists (Sociedad Americana de Mastozoología). Ahora se encuentra en su tercera edición, publicada a finales de 2005, que fue editada por Don E. Wilson y DeeAnn M. Reeder. Desde 2008 proporciona su contenido actualizado en una página web y se presenta como estándar para las especies de mamíferos del mundo. En su Informe Anual de 2015, el Comité señaló que tiene un contrato con Johns Hopkins Press para la cuarta edición de MSW, que será editada por DeeAnn M. Reeder y Kristofer M. Helgen.
La base de datos se ha hecho editable para los autores, lo que lleva a actualizaciones más frecuentes del sitio web. La publicación estaba prevista para 2017. Son 29 los órdenes reconocidos dentro de la clasificación taxonómica:
| - Monotremata - Didelphimorphia - Paucituberculata - Microbiotheria - Notoryctemorphia - Dasyuromorphia - Peramelemorphia - Diprotodontia - Tubulidentata - Sirenia - Afrosoricida - Macroscelidea - Hyracoidea - Proboscidea - Cingulata | - Pilosa - Scandentia - Dermoptera - Primates - Rodentia - Lagomorpha - Erinaceomorpha - Soricomorpha - Chiroptera - Pholidota - Carnivora - Perissodactyla - Artiodactyla - Cetacea |